# لائورا سپدا
لائورا سپدا (اسپانیایی: Laura Cepeda‎؛ زادهٔ ۲۴ ژوئن ۱۹۵۳) بازیگر اهل مکزیکی‌الاصل اهل اسپانیا است.
از فیلم‌ها یا برنامه‌های تلویزیونی که وی در آن نقش داشته‌است، می‌توان به علفزار و اورلی اشاره کرد.